# Upotte!!
Upotte!! (яп. うぽって!!) — японская манга Кицунэ Тэннодзи, выпущенная в июле 2009 года. Аниме-студии Xebec транслировалось на каналах Nico Nico Douga и Crunchyroll с 8 апреля по 9 июня в 2012 году. В Японии транслировалось с июля 2012.

## Сюжет
Сюжет о приключениях Функо и её подружек из средней школы, являющихся моэ-антропоморфами огнестрельного оружия. Девчата прилежно учатся, занимаются боевой, огневой и общегражданской подготовкой, соперничают друг с другом, от души ссорятся и мирятся, а также снабжают зрителей морем разнообразной информации о мире стрелкового оружия.
Классы сформированы таким образом, что в младшей школе учатся пистолеты-пулемёты, в средней штурмовые винтовки, использующие промежуточный патрон, а в старшей автоматические и снайперские винтовки.

## Список персонажей
Функо (яп. ふんこ Функо) — главная героиня, невысокая активная девушка, являющаяся на самом деле Бельгийской винтовкой FN FNC. Испытывает чувства к классному руководителю-человеку, при этом трижды угощала его автоматной очередью. Младшая сестра винтовки FN FAL. Из-за особенностей строения приклада носит стринги, но не любит, когда это обсуждают.
Сэйю: Иори Номидзу
Итироку (яп. いちろく Итироку) — лучшая подружка Функо. При знакомстве неправильно записала её имя, и теперь называет её Фукко, боясь в своей ошибке. Энергичная, говорит на кансайском диалекте. Является американской штурмовой винтовкой M16A4 (её имя переводится, как «16»), очень популярна, часто снимается на обложку оружейных журналов. В небоевой обстановке она выкладывается на всю, но быстро выдыхается, постоянно чередуя отдых и работу, что отражает наличие у винтовки-прототипа режима стрельбы очередью по 3 патрона, и отсутствие режима непрерывной очереди.
Сэйю: Мисудзу Тогаси
Эру (яп. える Эру) — другая близкая подружка Функо, а также соседка Итироку по комнате. Британская штурмовая винтовка L85A1 (её имя — буква «L» из названия оружия). Застенчивая и неуклюжая, но готовая на многое ради друзей. Старшая сестра Функо (Fal) её кумир.
Сэйю: Мисато
Сиг (яп. しぐ Сигу) — ещё одна близкая подружка Функо. Швейцарская штурмовая винтовка SIG 550. Учится на отлично, хороша в спорте. Хорошо выдерживает низкие температуры и хорошо стреляет на средние и дальние дистанции, что является правдой для её реального прототипа. Не любит проигрывать. Испытывает чувства к Функо, ревнуя к ней всех, кто к ней приближается.
Сэйю: Каори Садохара
Итихати (яп. いちはち Итихати) — соседка Функо по комнате и сестра Итироку. Американская штурмовая винтовка AR-18.
Сэйю: Ая Года
Сако (яп. サコ Сако) — переведённая ученица, которая меняет школы, побеждая лидера каждой, таким образом покоряя их. Финская штурмовая винтовка SAKO Rk 95 Tp (коммерческое название M95 марки Valmet). После турнира прониклась симпатией к Функо, даже украла её первый поцелуй. У неё острые уши.
Сэйю: Мадока Яманака
Галил (яп. ガリル Гариру) — другая переведённая ученица, партнёр Сако. Израильская винтовка Galil AR. Как и Сако, соперничает с Итироку, но после проигрыша остаётся в академии, несмотря на отъезд Сако, привязываясь к Итихати. У неё собачьи уши и хвост.
Сэйю: Марико Хонда
Steyr AUG (яп. あぐ Агу) — член студсовета, испытывает чувства к Функо, потому желает с ней подружиться, но с этим у неё небольшие трудности. Она австрийская Steyr AUG. Имеет две личности: с короткими волосами она добрая и робкая, но с длинными агрессивна и прямолинейна, это является отсылкой к возможности замены ствола у винтовки-прототипа, превращающей штурмовую винтовку в ручной пулемёт.
Сэйю: Сидзука Фуруя
Tei (яп. てい Тэй) — лучшая подруга AUG, поддерживающая её чувства к Функо. Тайваньская штурмовая винтовка T91. Из-за причёски получила от Итироку прозвище «фонтан».
Сэйю: Юка Игути

## Манга
Манга Кицунэ Тэннодзи печаталась в журнале Young Ace с 4 июля 2009, перейдя к Shōnen Ace в июне 2011.